# Pan American World Airways
Pan American World Airways (w skrócie Pan Am) – amerykańskie linie lotnicze działające w latach 1927–1991. Linie lotnicze Pan Am jako pierwsze posiadały w swojej flocie samolot Boeing 747. Tymi samolotami Pan Am dostarczał pocztę w latach 70. XX wieku, również do Warszawy.W 2025 roku linia lotnicza wznowiła działalność wracając lotami specjalnymi. 

## Historia
Firma została założona 14 marca 1927 przez majora Henry’ego H. Arnolda w Key West na Florydzie.
Przedsiębiorstwo zbankrutowało w 1991 r., między innymi z powodu zamachu nad Lockerbie.
Ostatni lot Pan Am wykonał do Miami 4 grudnia 1991.

### Operacja berlińska

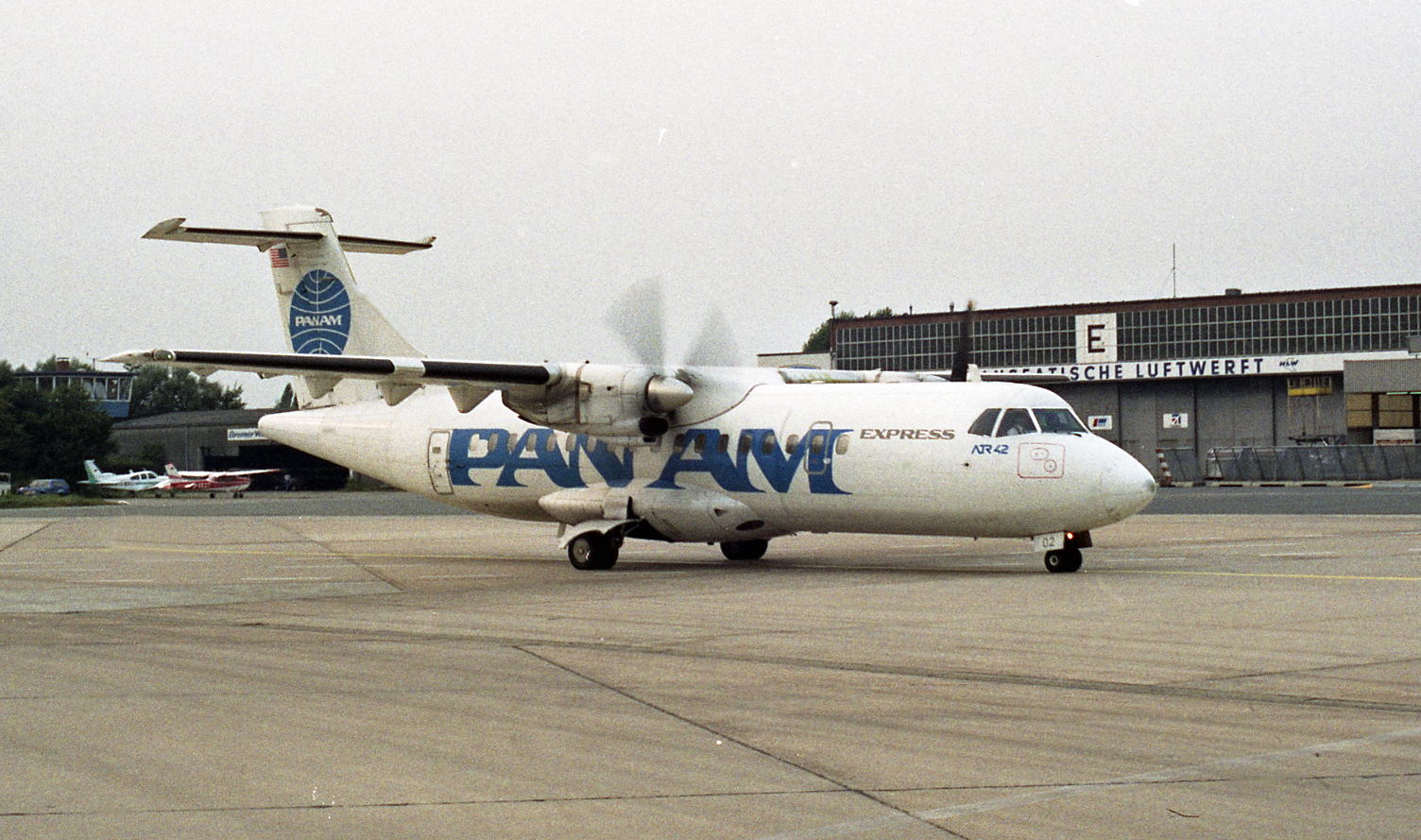
ATR-42 Pan Amu na trasie Bremen-Berlin

Na mocy decyzji sojuszników, w latach 1950–1990 Pan Am utrzymywał sieć rozkładowych lotów o dużej częstotliwości (około 75 dziennie) pomiędzy Zachodnimi Niemcami (Frankfurt nad Menem, Hamburg, Hanower, Norymberga, Monachium, Stuttgart, Saarbrücken i Kilonia) a Berlinem Zachodnim, początkowo samolotami Douglas DC-4, następnie DC-6B (od 1954), Boeing 727 (od 1966) oraz ATR 42. Następnie prawa do tych połączeń kupiła Lufthansa.

## Pan Am Express
Pan Am Express to regionalna linia lotnicza z rodziny Pan Am. Linia ta została nabyta przez Pan Am w 1987 i wykonywała połączenia w Niemczech w latach 1987–1990. Po upadku Pan Am TWA kupiło Pan Am Express. Trans World Airlines zmieniło nazwę Pan Am Express na Trans World Express. Linia ta latała pod skrzydłem TWA do 1995.

## Flota

### Flota Pan Am, grudzień 1991
| Typ             | Liczba | Zamówienia | Miejsca | Uwagi                              |
| --------------- | ------ | ---------- | ------- | ---------------------------------- |
| Airbus A300-B4  | 12     | 0          | 254     |                                    |
| Airbus A310-200 | 7      | 0          | 225     |                                    |
| Airbus A310-300 | 12     | 0          | 196     |                                    |
| Boeing 737-200  | 5      | 0          | 116     |                                    |
| Boeing 727-200  | 91     | 9          | 145     | Zamówione zostały używane samoloty |
| Boeing 747-200B | 7      | 0          | 412     |                                    |
| Boeing 747-100  | 18     | 0          | 377     |                                    |
| Razem           | 152    | 9          |         |                                    |

### Flota Pan Am Express, grudzień 1991

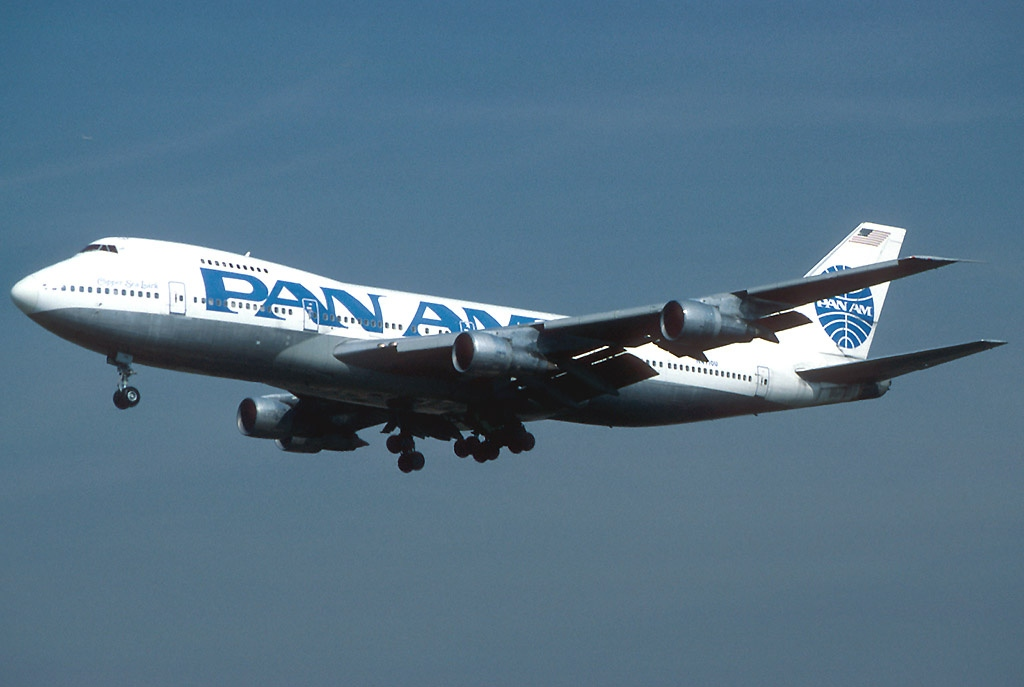
Boeing 747-122 Pan Amu

| Typ                        | Liczba | Zamówione |
| -------------------------- | ------ | --------- |
| ATR 42-300                 | 8      | 3         |
| de Havilland Canada Dash 7 | 10     | 0         |
| Razem                      | 18     | 3         |

## W kulturze popularnej
Linie Pan Am pojawiają się w filmach:
- Pewnego razu... w Hollywood
- Parada oszustów
- Test pilota Pirxa
- Złap mnie, jeśli potrafisz
- Człowiek z blizną
- 2001: Odyseja kosmiczna
- 2010: Odyseja kosmiczna
- Pan Am (serial)
- Atomic Blonde
- W krzywym zwierciadle: Europejskie wakacje
- Aviator